# Erik Hemlin
Ernst Erik Laurentius Hemlin, född den 7 oktober 1897 i Kungälv, död den 9 april 1980 i Göteborg, var en svensk biblioteksman.
Hemlin avlade studentexamen i Göteborg 1916, avgångsexamen vid Göteborgs handelsinstitut 1918, filosofisk ämbetsexamen vid Uppsala universitet 1925 och filosofie licentiatexamen vid Göteborgs högskola 1934. Han var ordförande i Göteborgs studentkår 1930–1931. Hemlin blev amanuens vid Göteborgs stadsbibliotek 1930 (extra ordinarie 1927) och bibliotekarie och chef för Chalmers tekniska högskolas bibliotek 1937. Han var överbibliotekarie där 1946–1964. Hemlin var arkivarie i sällskapet Gnistan, vice ordf i Göteborgs hembygdsförbund (senare hedersledamot), initiativtagare till och ordförande i Teaterhistoriska samfundet i Göteborg, vice ordförande i Smetanasamfunder i Göteborg och ordförande i International Association of Technological University Libraries 1955–1962 (hedersledamot 1963). Han publicerade uppsatser i litterära och bibliotekstekniska ämnen Hemlin invaldes som ledamot av Vetenskaps- och Vitterhetssamhället i Göteborg 1962. Han blev riddare av Nordstjärneorden 1954 och kommendör av samma orden 1964. Hemlin tilldelades Ny Tids kulturpris 1958.